# Simulação de reservatório
Simulação de reservatório é uma área da engenharia de reservatório na qual modelos computacionais são usados para predizer o fluxo de fluidos (tipicamente, petróleo, água e gás natural) através de meios porosos.

## Usos
Modelos de simulação de reservatório são usados por companhias de petróleo e gás no desenvolvimento de novos campos. Além disso, os modelos são usados em campos desenvolvidos, onde as previsões de produção são necessárias para ajudar a tomar decisões de investimento. Como construir e manter um modelo robusto e confiável de um campo é muitas vezes demorado e caro, os modelos são normalmente apenas construídos onde as decisões de investimento vultosos estão em jogo. Melhorias no software de simulação reduziram o tempo para desenvolver um modelo. Além disso, os modelos podem ser executados em computadores pessoais, em vez de estações de trabalho mais caros.
Para novos campos, os modelos podem ajudar no desenvolvimento através da identificação do número de poços necessários, a realização adequada dos poços, o presente e futura necessidade por metodos de elevação artificial e a produção esperada de óleo, água e gás.
Para o gerencialmente de reservatório, os modelos podem ajudam no melhoramente da recuperação de óleo pelo fraturamento hidráulico. Altamente desviados ou paredes horizontais podem também ser representadas. Os softwares especializados pode ser utilizado no projeto da fratura hidráulica, em seguida, as melhorias na produtividade pode ser incluído no modelo de campo. Além disso, melhorias futuras na recuperação de óleo com manutenção da pressão por re-injeção de gás produzido ou pela injeção de água em um aqüífero pode ser avaliado. A introdução de água, resulta no deslocamento de óleo no reservatório melhorada é geralmente avaliada por meio do uso de simulação de reservatórios.
A aplicação de processos de recuperação avançada de óleo (EOR) requer que o campo possui as características necessárias para tornar a aplicação bem sucedida. Estudos de modelos podem ajudar nesta avaliação. O processos de EOR incluem o deslocamento miscível com gás natural, CO2 ou a injeção de azoto e químicos (polímero, alcalino, agente tensioactivo ou uma combinação destes). Os recursos especiais de software de simulação é necessário para representar esses processos. Em algumas aplicações miscíveis, a "mancha" da frente inundação, também chamada dispersão numérica, pode ser um problema.
Simulação de reservatórios é amplamente utilizado para identificar oportunidades para aumentar a produção de petróleo em depósitos de petróleo pesado. A recuperação do óleo é melhorada através da redução da viscosidade do óleo por meio de injeção de vapor ou água quente. Processos típicos são utilizado vapor (o vapor é injetado, em seguida o óleo é produzido a partir do mesmo poço) e as inundações de vapor (injetores de vapor são separadas e produtores de petróleo). Estes processos requerem simuladores com características especiais por conta da transferência de calor para o fluido presente e da formação, as variações de propriedades subsequentes e perdas de calor fora da formação.